# Kirké (opera)
Kirké (v italském originále La Circe) je italská opera ve třech dějstvích českého skladatele Josefa Myslivečka na libreto italského básníka Domenica Perelliho, založené na řeckých legendách o kouzelnici Kirké, zejména epizodě z Odyssey. Tato opera (a všechny ostatní Myslivečkovy opery) náleží k žánru vážné opery nazývanému v italštině opera seria.

## Vznik a historie díla
Opera Kirké byla poprvé provedena v benátském divadle Teatro San Benedetto dne 12. května 1779 k otevření jediné roční sezóny tohoto divadla začínající Nanebevstoupením Páně. Byla to poslední z Myslivečkových tří oper napsaných pro Benátky. Nezachovala se úplná partitura této opery, pouze několik jednotlivých árií, které se zachovaly ve sbírkách árií. Obsazení bylo reprezentativní a zahrnovalo slavného kastráta Luigiho Marchesiho, jednoho z Myslivečkových blízkých přátel a profesních společníků, a známou angnlickou sopranistku Ceciii Daviesovou.

## Osoby a první obsazení
| Osoba                 | Hlasový obor     | Premiéra (12. května 1779) |
| --------------------- | ---------------- | -------------------------- |
| Kirké (Circe)         | soprán           | Cecilia Davies             |
| Odysseus (Ulisse)     | soprán (kastrát) | Luigi Marchesi             |
| Priskus (Prisco)      | tenor            | Giacinto Perrone           |
| Kanentis (Canente)    | soprán           | Vittoria Moreschi Bolzano  |
| Sabinus (Sabino)      | soprán (kastrát) | Gaetano Quistapace         |
| Klerinthos (Clerinto) | bas              | Giuseppe Desirò            |